# دايكي ميتسوي
دايكي ميتسوي (باليابانية: 三井 大輝) (مواليد 27 مايو 2001) هو لاعب كرة قدم ياباني.

## وصلات خارجية
- دايكي ميتسوي على موقع رابطة كرة القدم اليابانية للمحترفين (اليابانية)
- دايكي ميتسوي على موقع قاعدة بيانات كرة القدم.إي يو (الإنجليزية)
- دايكي ميتسوي على موقع Soccerway.com (الإنجليزية)
- دايكي ميتسوي على موقع عالم كرة القدم.نت (الإنجليزية)